# Saint-Aubin-des-Bois (Calvados)
Pour les articles homonymes, voir Saint-Aubin et Saint-Aubin-des-Bois.
Saint-Aubin-des-Bois est une commune française, située dans le département du Calvados en région Normandie, peuplée de 221 habitants.

## Géographie
La commune est située dans le Bocage virois, à 20 kilomètres à l'ouest de Vire, 7 kilomètres à l'ouest de Saint-Sever-Calvados et 7 kilomètres à l'est de Villedieu-les-Poêles. Elle est la commune la plus occidentale du département du Calvados.
Le territoire est traversé du sud-est à l'ouest par la route départementale no 524 (ancienne route nationale 24bis) joignant Vire à Villedieu-les-Poêles et passant au sud du bourg. Ce dernier y est relié à l'ouest par la D 304 qui se poursuit à l'est vers Courson. La D 301, qui se greffe sur la D 524 au sud-est, mène à Montbray au nord et reçoit l'annexe D 301a raccordant également le bourg. L'accès à l'A84 est réalisé en périphérie de Villedieu-les-Poêles : sortie 38 à La Colombe vers Caen et sortie 37 à Fleury vers Rennes.
Saint-Aubin-des-Bois est dans le bassin de la Sienne, qui délimite le territoire au sud puis à l'ouest. La plus grande partie des eaux du territoire, au nord, est collectée par son affluent la Sènène et ses propres affluents, dont le ruisseau de la Bourgerie qui borde le territoire à l'est.
Le point culminant (217/218 m) se situe au sud-est, sur la route départementale 524, près du lieu-dit la Croix Rouge. Le point le plus bas (129 m) correspond à la sortie de la Sienne du territoire, à l'ouest. La commune est bocagère.
Les principaux lieux-dits sont, du nord-ouest à l'ouest, dans le sens horaire : les Landes, la Guimentière, la Butorerie (au nord), la Bleutière, le Bourg Neuf, les Petites Boisettes, le Boisettes, la Guézardière, la Bazinière, la Bourgerie, la Mazure (à l'est), la Monfrairie, le Val, la Lansardière, la Bruyère, la Fosse, la Croix Rouge, la Fieffe, le Hamel Trochu (au sud), le Diguet, la Mouricière, le Bourg, le Manoir, la Lisserie, la Mélinière, la Haute Sagerie, le Carrefour Quettier, le Pont Morin, la Davière, les Fosses, la Favrie (à l'ouest), la Vassourie, la Mazeline, la Sagerie, la Fortinière, Launière, la Blanchardière et la Prévôtière.
| Beslon (Manche)                                      | Beslon (Manche)                                 | Courson (comm. déléguée Noues de Sienne)      |
| Sainte-Cécile (Manche), Saint-Maur-des-Bois (Manche) | Saint-Aubin-des-Bois                            | Courson (comm. déléguée Noues de Sienne)      |
| Saint-Maur-des-Bois (Manche)                         | Saint-Maur-des-Bois (Manche), Boisyvon (Manche) | Fontenermont (comm. déléguée Noues de Sienne) |

### Hydrographie
La commune est située dans le bassin Seine-Normandie. Elle est drainée par la Sienne, la Sénène, un bras de la Sienne, le ruisseau de la Bourgerie, le fossé 01 de la commune de Saint-Aubin-des-Bois, le fossé 02 de la commune de Saint-Aubin-des-Bois, le fossé 05 de la commune de Saint-Aubin-des-Bois, le fossé 03 de la Fortinière, le fossé 03 de la Prévôtière et divers autres petits cours d'eau,.
La Sienne, d'une longueur de 93 km, prend sa source dans la commune de Noues de Sienne et se jette  dans le golfe de Saint-Malo en limite d'Agon-Coutainville et de Regnéville-sur-Mer, après avoir traversé 21 communes. Les caractéristiques hydrologiques de la Sienne sont données par la station hydrologique située sur la commune de Noues de Sienne. Le débit moyen mensuel est de 0,082 m3/s. Le débit moyen journalier maximum est de 0,687 m3/s, atteint lors de la crue du 14 février 2007. Le débit instantané maximal est quant à lui de 1,82 m3/s, atteint le 24 octobre 1998.
La Sénène, d'une longueur de 14 km, prend sa source dans la commune de Noues de Sienne et se jette  dans la Sienne à Beslon, après avoir traversé trois communes. 

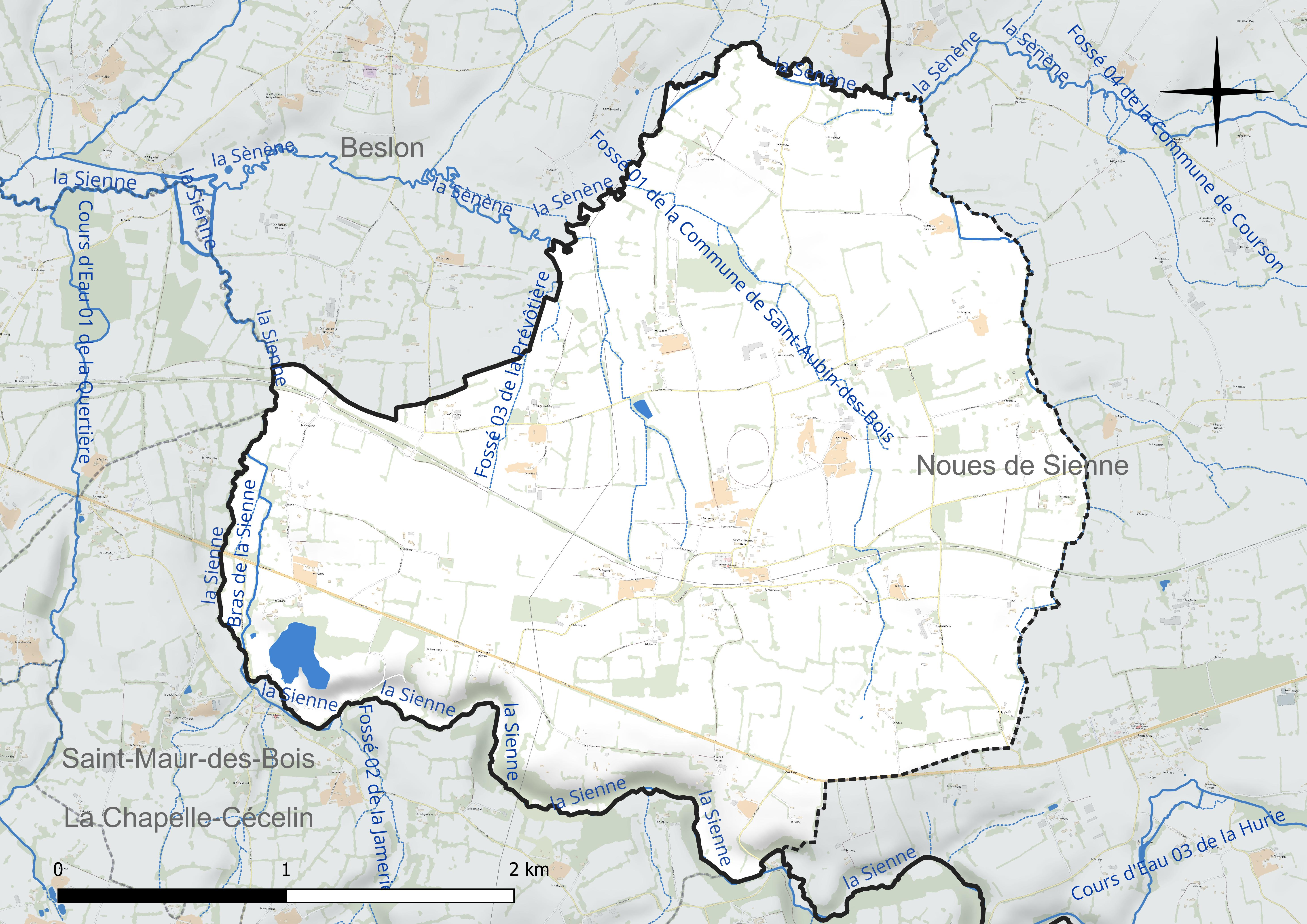
Réseau hydrographique de Saint-Aubin-des-Bois.

### Climat
Pour des articles plus généraux, voir Climat de la Normandie et Climat du Calvados.
En 2010, le climat de la commune est de type climat océanique franc, selon une étude du CNRS s'appuyant sur une série de données couvrant la période 1971-2000. En 2020, Météo-France publie une typologie des climats de la France métropolitaine dans laquelle la commune est exposée à un climat océanique et est dans la région climatique  Normandie (Cotentin, Orne), caractérisée par une pluviométrie relativement élevée (850 mm/a) et un été frais (15,5 °C) et venté. Parallèlement le GIEC normand, un groupe régional d'experts sur le climat, différencie quant à lui, dans une étude de 2020, trois grands types de climats pour la région Normandie, nuancés à une échelle plus fine par les facteurs géographiques locaux. La commune est, selon ce zonage, exposée à un « climat contrasté des collines », correspondant au Bocage normand, bien arrosé, voire très arrosé sur les reliefs les plus exposés au flux d'ouest, et frais en raison de l'altitude.
Pour la période 1971-2000, la température annuelle moyenne est de 10,5 °C, avec  une amplitude thermique annuelle de 12,5 °C. Le cumul annuel moyen de précipitations est de 1 034 mm, avec 13,6 jours de précipitations en janvier et 9 jours en juillet. Pour la période 1991-2020, la température moyenne annuelle observée sur la station météorologique la plus proche, située sur la commune de Noues de Sienne à 6 km à vol d'oiseau, est de 10,7 °C et le cumul annuel moyen de précipitations est de 1 270,5 mm,. Pour l'avenir, les paramètres climatiques de la commune estimés pour 2050 selon différents scénarios d'émission de gaz à effet de serre sont consultables sur un site dédié publié par Météo-France en novembre 2022.

## Urbanisme

### Typologie
Au 1er janvier 2024, Saint-Aubin-des-Bois est catégorisée commune rurale à habitat très dispersé, selon la nouvelle grille communale de densité à 7 niveaux définie par l'Insee en 2022.
Elle est située hors unité urbaine. Par ailleurs la commune fait partie de l'aire d'attraction de Vire Normandie, dont elle est une commune de la couronne,. Cette aire, qui regroupe 20 communes, est catégorisée dans les aires de moins de 50 000 habitants,.

### Occupation des sols
L'occupation des sols de la commune, telle qu'elle ressort de la base de données européenne d'occupation biophysique des sols Corine Land Cover (CLC), est marquée par l'importance des territoires agricoles (94,9 % en 2018), en diminution par rapport à 1990 (98 %). La répartition détaillée en 2018 est la suivante : 
terres arables (45,1 %), zones agricoles hétérogènes (28,2 %), prairies (21,6 %), mines, décharges et chantiers (3,1 %), forêts (2 %). L'évolution de l'occupation des sols de la commune et de ses infrastructures peut être observée sur les différentes représentations cartographiques du territoire : la carte de Cassini (XVIIIe siècle), la carte d'état-major (1820-1866) et les cartes ou photos aériennes de l'IGN pour la période actuelle (1950 à aujourd'hui).

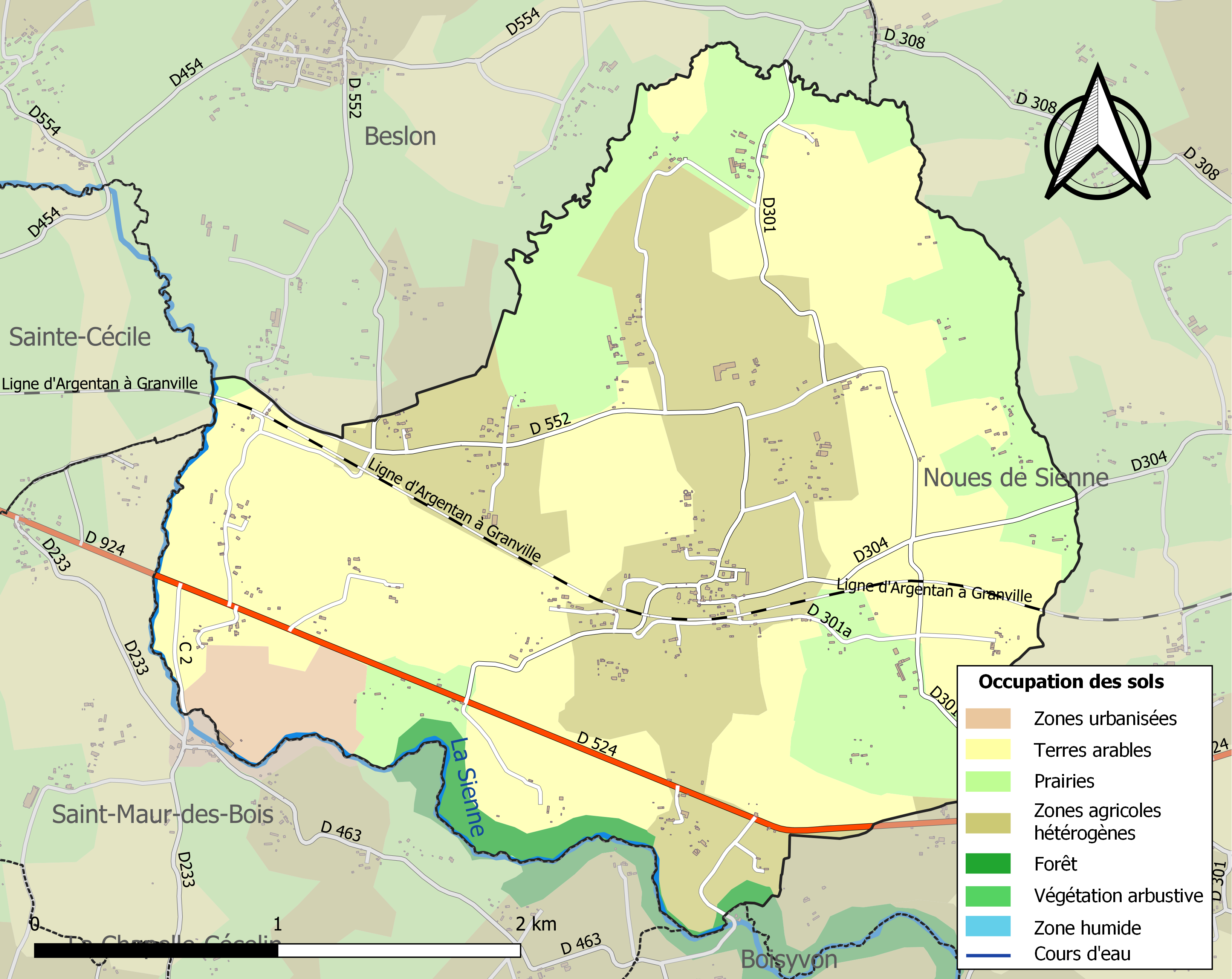
Carte des infrastructures et de l'occupation des sols de la commune en 2018 (CLC).

## Toponymie
Le nom de la localité est attesté sous la forme ecclesia Sancti Albini en 1332, Saint-Aubin-des-Bois en 1801.
L'hagiotoponyme et la paroisse sont dédiés à Aubin d'Angers, évêque d'Angers au VIe siècle.
Le gentilé est Saintaulnais.

## Politique et administration
| Période                                  | Période    | Identité            | Étiquette | Qualité             |
| ---------------------------------------- | ---------- | ------------------- | --------- | ------------------- |
| ?                                        | mars 2001  | Victor Guillouet    |           | Agriculteur         |
| mars 2001                                | avril 2013 | Roger Gondouin      | SE        | Agriculteur         |
| juillet 2013                             | mai 2020   | Jean-Claude Trochon | SE        | Retraité            |
| mai 2020                                 | En cours   | Maurice Anne        | SE        | Carrossier retraité |
| Les données manquantes sont à compléter. |            |                     |           |                     |

Le conseil municipal est composé de onze membres dont le maire et deux adjoints.

## Démographie
L'évolution du nombre d'habitants est connue à travers les recensements de la population effectués dans la commune depuis 1793. Pour les communes de moins de 10 000 habitants, une enquête de recensement portant sur toute la population est réalisée tous les cinq ans, les populations de référence des années intermédiaires étant quant à elles estimées par interpolation ou extrapolation. Pour la commune, le premier recensement exhaustif entrant dans le cadre du nouveau dispositif a été réalisé en 2004.
En 2022, la commune comptait 221 habitants, en évolution de −6,75 % par rapport à 2016 (Calvados : +1,58 %, France hors Mayotte : +2,11 %).
Saint-Aubin-des-Bois a compté jusqu'à 690 habitants en 1851.
| 1793 | 1800 | 1806 | 1821 | 1831 | 1836 | 1841 | 1846 | 1851 |
| ---- | ---- | ---- | ---- | ---- | ---- | ---- | ---- | ---- |
| 636  | 639  | 633  | 566  | 594  | 660  | 650  | 682  | 690  |

| 1856 | 1861 | 1866 | 1872 | 1876 | 1881 | 1886 | 1891 | 1896 |
| ---- | ---- | ---- | ---- | ---- | ---- | ---- | ---- | ---- |
| 643  | 619  | 611  | 602  | 588  | 548  | 518  | 536  | 510  |

| 1901 | 1906 | 1911 | 1921 | 1926 | 1931 | 1936 | 1946 | 1954 |
| ---- | ---- | ---- | ---- | ---- | ---- | ---- | ---- | ---- |
| 487  | 482  | 491  | 447  | 446  | 431  | 424  | 408  | 450  |

| 1962 | 1968 | 1975 | 1982 | 1990 | 1999 | 2004 | 2006 | 2009 |
| ---- | ---- | ---- | ---- | ---- | ---- | ---- | ---- | ---- |
| 405  | 351  | 307  | 272  | 230  | 261  | 238  | 234  | 228  |

| 2014 | 2019 | 2022 | - | - | - | - | - | - |
| ---- | ---- | ---- | - | - | - | - | - | - |
| 230  | 229  | 221  | - | - | - | - | - | - |

## Culture locale et patrimoine

### Lieux et monuments

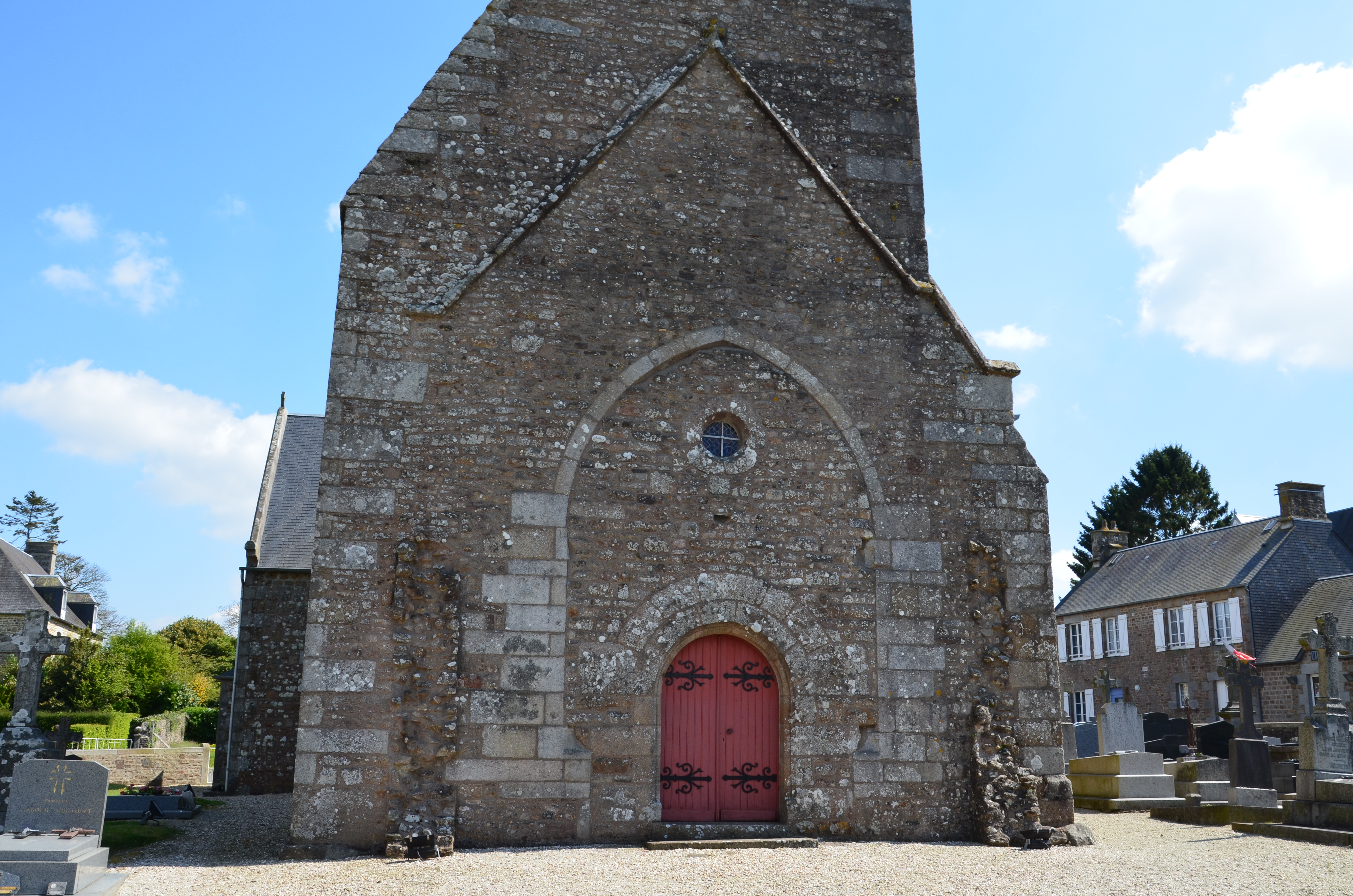
Le portail de l'église Saint-Aubin.

- Église Saint-Aubin (XVe-XIXe siècles). Le vitrail du XIIIe siècle d'une fenêtre au nord et les dalles funéraires du XVIIe siècle de François de Marseul, de demoiselle Avenel et de Simon du Val sont classés à titre d'objets aux Monuments historiques[37].
- Calvaires.
- Moulin à eau.
- Maisons anciennes.
- Manoir de la Bigotière (XIXe siècle).
- Gare de Saint-Aubin

### Activité et manifestations
Fête de la Moisson, le premier dimanche après le 15 août. Reconstitution des moissons et des métiers d'antan avec défilé de véhicules d'époque et utilisation de machines agricoles anciennes (certaines remontant à la seconde moitié du XIXe siècle).

### Héraldique
| Blason de Saint-Aubin-des-Bois | Blason  | De sinople à la bande ondée d'argent chargée d'une bande ondée d'azur accompagnée en chef de saint Aubin, évêque, d'argent et en pointe d'une feuille de chêne du même posée en bande ; sur le tout, de gueules à deux léopards d'or armés et lampassés d'azur l'un sur l'autre. |
| Blason de Saint-Aubin-des-Bois | Détails | L'écu central correspond aux armoiries de la Normandie. |